# Justin Torkildsen
Justin Torkildsen (Colorado, 3 juli 1981) is een Amerikaans acteur.
In 1999 verving hij Jacob Young in The Bold and the Beautiful voor de rol van Rick Forrester. Tot 2003 had hij een contract-status bij de serie, daarna werd zijn rol beperkter, hij verliet de serie in 2004. De rol van Rick werd overgenomen door Kyle Lowder.
In 2001 won hij een Emmy Award voor Beste jonge acteur in een dramaserie. 